# 一人で大人 一人で子供/俺たちに明日は無い
「一人で大人 一人で子供/俺たちに明日は無い」（ひとりでおとなひとりでこども/おれたちにあすはない）は、日本のバンドTHE HIGH-LOWSの19枚目のシングルである。2002年11月6日発売。発売元はユニバーサルミュージック。

## 概要
- PV監督は大和田浩樹。

## 収録曲
| 全編曲: THE HIGH-LOWS。 |                                      |            |            |       |
| #                       | タイトル                             | 作詞       | 作曲       | 時間  |
| 1.                      | 「一人で大人 一人で子供」(Nancy Mix) | 真島昌利   | 真島昌利   | 5:27  |
| 2.                      | 「俺たちに明日は無い」(Nancy Mix)    | 甲本ヒロト | 甲本ヒロト | 9:09  |
| 合計時間:               | 合計時間:                            | 合計時間:  | 合計時間:  | 14:36 |

### 楽曲解説
1. 一人で大人 一人で子供 (Nancy Mix)
2. 俺たちに明日は無い (Nancy Mix)
隠しトラックとして「オクラホマデスカ?」が収録

## 収録アルバム

### 一人で大人 一人で子供
- オリジナル『angel beetle』（2002年11月27日）
- ベスト『flip flop2』（2003年11月12日）
※Nancy Mix
- サントラ『「スクールデイズ」オリジナル・サウンドトラック』（2005年11月2日）

### 俺たちに明日は無い
- オリジナル『angel beetle』（2002年11月27日）
- ベスト『flip flop2』（2003年11月12日）
※Nancy Mix